# Lombardia Trophy de 2018
Lombardia Trophy de 2018 foi a décima primeira edição do Lombardia Trophy, um evento anual de patinação artística no gelo e que fez parte do Challenger Series de 2018–19. A competição foi disputada entre os dias 12 de setembro e 16 de setembro, na cidade de Bérgamo, Itália.

## Eventos
- Individual masculino
- Individual feminino
- Duplas
- Dança no gelo

## Medalhistas
| Evento                        | Ouro                                         | Prata                                             | Bronze                                        |
| Individual masculino detalhes | Shoma Uno · Japão                            | Dmitri Aliev · Rússia                             | Andrei Lazukin · Rússia                       |
| Individual feminino detalhes  | Elizaveta Tuktamysheva · Rússia              | Sofia Samodurova · Rússia                         | Mako Yamashita · Japão                        |
| Duplas detalhes               | Natalia Zabiiako · Alexander Enbert · Rússia | Aleksandra Boikova · Dmitrii Kozlovskii · Rússia  | Nicole Della Monica · Matteo Guarise · Itália |
| Dança no gelo detalhes        | Charlène Guignard · Marco Fabbri · Itália    | Rachel Parsons · Michael Parsons · Estados Unidos | Sara Hurtado · Kirill Khaliavin · Espanha     |

## Resultados

### Individual masculino
| Pos.              | Nome             | Nacionalidade    | Pontos | PC         | PL          |
| ----------------- | ---------------- | ---------------- | ------ | ---------- | ----------- |
| Medalha de ouro   | Shoma Uno        | Japão            | 276.20 | 104.15 (1) | 172.05 (1)  |
| Medalha de prata  | Dmitri Aliev     | Rússia           | 250.55 | 86.57 (3)  | 163.98 (2)  |
| Medalha de bronze | Andrei Lazukin   | Rússia           | 243.45 | 87.92 (2)  | 155.53 (3)  |
| 4                 | Matteo Rizzo     | Itália           | 227.97 | 85.51 (4)  | 142.46 (4)  |
| 5                 | Kazuki Tomono    | Japão            | 216.74 | 75.47 (5)  | 141.27 (5)  |
| 6                 | Timothy Dolensky | Estados Unidos   | 197.37 | 71.06 (6)  | 126.31 (6)  |
| 7                 | Petr Kotlařík    | República Tcheca | 184.55 | 62.57 (10) | 121.98 (8)  |
| 8                 | Luc Economides   | França           | 183.55 | 68.60 (7)  | 114.95 (10) |
| 9                 | Kyeong Jae-seok  | Coreia do Sul    | 181.77 | 56.49 (12) | 125.28 (7)  |
| 10                | Adrien Tesson    | França           | 178.49 | 57.27 (11) | 121.22 (9)  |
| 11                | Lee June-hyoung  | Coreia do Sul    | 176.53 | 68.54 (8)  | 107.99 (12) |
| 12                | Jiří Bělohradský | República Tcheca | 171.99 | 64.15 (9)  | 107.84 (13) |
| 13                | Igor Reznichenko | Polônia          | 160.51 | 48.09 (13) | 112.42 (11) |
| 14                | Philip Warren    | França           | 152.85 | 47.68 (14) | 105.17 (14) |
| 15                | Matthew Samuels  | África do Sul    | 118.20 | 46.07 (15) | 72.13 (15)  |

### Individual feminino
| Pos.              | Nome                       | Nacionalidade    | Pontos | PC         | PL         |
| ----------------- | -------------------------- | ---------------- | ------ | ---------- | ---------- |
| Medalha de ouro   | Elizaveta Tuktamysheva     | Rússia           | 206.07 | 65.69 (1)  | 140.38 (1) |
| Medalha de prata  | Sofia Samodurova           | Rússia           | 184.82 | 64.09 (2)  | 120.77 (4) |
| Medalha de bronze | Mako Yamashita             | Japão            | 182.22 | 55.33 (5)  | 126.89 (3) |
| 4                 | Kaori Sakamoto             | Japão            | 180.85 | 49.91 (9)  | 130.94 (2) |
| 5                 | Viveca Lindfors            | Finlândia        | 166.93 | 62.68 (3)  | 104.25 (6) |
| 6                 | Amber Glenn                | Estados Unidos   | 166.25 | 58.57 (4)  | 107.68 (5) |
| 7                 | Ivett Tóth                 | Hungria          | 153.35 | 55.21 (6)  | 98.14 (8)  |
| 8                 | Micol Cristini             | Itália           | 148.78 | 49.75 (10) | 99.03 (7)  |
| 9                 | Nathalie Weinzierl         | Alemanha         | 138.66 | 53.61 (8)  | 85.05 (11) |
| 10                | Klara Stepanova            | República Tcheca | 134.97 | 46.64 (13) | 88.33 (10) |
| 11                | Kim Bo-young               | Coreia do Sul    | 132.31 | 43.72 (17) | 88.59 (9)  |
| 12                | Léa Serna                  | França           | 130.86 | 54.07 (7)  | 76.79 (16) |
| 13                | Sofia Sula                 | Finlândia        | 130.57 | 46.26 (15) | 84.31 (12) |
| 14                | Eva Lotta Kiibus           | Estônia          | 130.09 | 48.43 (11) | 81.66 (13) |
| 15                | Elžbieta Kropa             | Lituânia         | 127.04 | 47.62 (12) | 79.42 (14) |
| 16                | Antonina Dubinina          | Sérvia           | 121.77 | 44.40 (16) | 77.37 (15) |
| 17                | Chenny Paolucci            | Itália           | 116.24 | 46.61 (14) | 69.63 (18) |
| 18                | Sara Conti                 | Itália           | 112.12 | 36.43 (22) | 75.69 (17) |
| 19                | Greta Morkytė              | Lituânia         | 105.34 | 39.79 (20) | 65.55 (19) |
| 20                | Valentina Matos            | Espanha          | 101.97 | 42.72 (18) | 59.25 (22) |
| 21                | Michaela Lucie Hanzlíková  | República Tcheca | 101.28 | 40.23 (19) | 61.05 (20) |
| 22                | Veronika Sheveleva         | Cazaquistão      | 96.44  | 35.40 (23) | 61.04 (21) |
| WD                | Alisson Krystle Perticheto | Filipinas        | —      | 36.62 (21) | — (WD)     |
| WD                | Sandra Ramond              | França           | —      | — (WD)     |            |

### Duplas
| Pos.              | Nome                                     | Nacionalidade  | Pontos | PC        | PL         |
| ----------------- | ---------------------------------------- | -------------- | ------ | --------- | ---------- |
| Medalha de ouro   | Natalia Zabiiako / Alexander Enbert      | Rússia         | 196.15 | 72.50 (1) | 123.65 (2) |
| Medalha de prata  | Aleksandra Boikova / Dmitrii Kozlovskii  | Rússia         | 191.99 | 65.21 (3) | 126.78 (1) |
| Medalha de bronze | Nicole Della Monica / Matteo Guarise     | Itália         | 178.18 | 66.93 (2) | 111.25 (3) |
| 4                 | Nica Digerness / Danny Neudecker         | Estados Unidos | 150.83 | 53.90 (4) | 96.93 (5)  |
| 5                 | Laura Barquero / Aritz Maestu            | Espanha        | 145.07 | 45.94 (6) | 99.13 (4)  |
| 6                 | Rebecca Ghilardi / Filippo Ambrosini     | Itália         | 143.21 | 48.48 (5) | 94.73 (6)  |
| 7                 | Lana Petranović / Antonio Souza-Kordeiru | Croácia        | 105.91 | 40.94 (7) | 64.97 (7)  |
| WD                | Coline Keriven / Antoine Pierre          | França         | —      | — (WD)    |            |

### Dança no gelo
| Pos.              | Nome                                  | Nacionalidade  | Pontos | DR         | DL         |
| ----------------- | ------------------------------------- | -------------- | ------ | ---------- | ---------- |
| Medalha de ouro   | Charlène Guignard / Marco Fabbri      | Itália         | 193.28 | 76.03 (1)  | 117.25 (1) |
| Medalha de prata  | Rachel Parsons / Michael Parsons      | Estados Unidos | 170.68 | 68.20 (2)  | 102.48 (3) |
| Medalha de bronze | Sara Hurtado / Kirill Khaliavin       | Espanha        | 169.47 | 65.03 (3)  | 104.44 (2) |
| 4                 | Jasmine Tessari / Francesco Fioretti  | Itália         | 147.70 | 58.08 (4)  | 89.62 (4)  |
| 5                 | Robynne Tweedale / Joseph Buckland    | Reino Unido    | 146.00 | 57.16 (6)  | 88.84 (5)  |
| 6                 | Juulia Turkkila / Matthias Versluis   | Finlândia      | 144.44 | 57.92 (5)  | 86.52 (6)  |
| 7                 | Carolina Moscheni / Andrea Fabbri     | Itália         | 139.79 | 54.30 (8)  | 85.49 (7)  |
| 8                 | Julia Wagret / Pierre Souquet         | França         | 135.59 | 54.39 (7)  | 81.20 (8)  |
| 9                 | Chiara Calderone / Pietro Papetti     | Itália         | 129.42 | 49.10 (10) | 80.32 (9)  |
| 10                | Victoria Manni / Carlo Roethlisberger | Suíça          | 123.72 | 49.42 (9)  | 74.37 (10) |
| 11                | Katerina Bunina / German Frolov       | Estônia        | 106.28 | 41.97 (11) | 64.31 (11) |
| 12                | Hanna Jakucs / Alessio Galli          | Hungria        | 103.67 | 39.93 (12) | 63.74 (12) |

## Quadro de medalhas
| Ordem | País           | Medalha de ouro | Medalha de prata | Medalha de bronze |    | Ordem por total |
| ----- | -------------- | --------------- | ---------------- | ----------------- | -- | --------------- |
| 1     | Rússia         | 2               | 3                | 1                 | 6  | 1               |
| 2     | Itália         | 1               |                  | 1                 | 2  | 2               |
| 2     | Japão          | 1               |                  | 1                 | 2  | 2               |
| 4     | Estados Unidos |                 | 1                |                   | 1  | 4               |
| 5     | Espanha        |                 |                  | 1                 | 1  | 4               |
| TOTAL | TOTAL          | 4               | 4                | 4                 | 12 | —               |